# 南誾
南誾（：／，1354年—1398年10月6日（陰曆八月廿六））是高麗末期和朝鮮初期的文臣。本貫宜寧南氏。
南誾性格豪邁無所拘束，自幼好奇計。1374年文科及第。1380年，被任命為社稷壇直，當時倭寇非常囂張，三陟郡城小難守，南誾自薦知三陟郡事。至郡，倭寇突然到來。南誾率十餘騎開門突襲，倭寇敗走，於是被召回，授司僕寺正。南誾厭倦了當時高麗權門世族的腐敗，與主張改革的李成桂、鄭道傳、鄭夢周等新進士大夫來往密切，並與鄭道傳等人同為李成桂勢力的中心人物。
1388年，禑王在權門士族的煽動下決定進行遼東征伐，派李成桂出兵明朝的遼東。南誾認為這是對大國發起挑戰，極力反對。兵至威化島時，南誾與趙仁沃合謀，向李成桂提出回師兵變之議。南誾原本想推戴李成桂篡位，李成桂謹慎地不敢說話。威化島回軍後，南誾秘密向李成桂之子李芳遠提及此事，李芳遠令他不要聲張。禑王被廢位，昌王嗣位，南誾轉任三司右尹監門衛上護軍。
恭讓王在位期間，拜鷹揚軍上護軍兼軍簿判書，錄回軍功，賜土田錄鐵券，陞開城尹，後遷密直副使。1392年，鄭道傳被人彈劾，流放羅州。南誾上書救之，沒有成功，有怨言，因而遭到金震陽的彈劾，削職流放外地。不久後，鄭夢周被暗殺，南誾被召回，任命為同知密直司事。同年，與鄭道傳、趙浚、趙仁沃等五十二人一起推戴李成桂受禪。李成桂篡高麗，建立朝鮮王朝。南誾被錄為朝鮮開國的八位佐命功臣之一，判中樞院事兼義興親軍衛同知節制使。封為開國功臣一等、宜寧君，賜田二百結、奴婢二十五口。後改封宜城君、參贊門下府事。他與鄭道傳一樣，積極地支持讓神德王后康氏的兒子李芳碩成為王世子，因而與靖安大君李芳遠（後來的朝鮮太宗）結怨。1395年，以父喪為由辭職，兄長南在等人被特別敘用，1396年，參贊門下府使兼判尚瑞司事。他加強了西北部邊境的軍事實力，與鄭道傳都圖謀取得遼東，但沒有成功。
1398年，在第一次王子之亂中，世子李芳碩和鄭道傳都被李芳遠所殺。南誾在河景、崔沄的隨行下逃出城水門，隱於城外圃幕。見巡邏的軍士，南誾欲詣巡軍，二人止之。南誾說鄭道傳有仇人所以被殺害，自己沒有仇人。自詣巡軍門外，於是被斬殺。南誾、鄭道傳、沈孝生、張至和、李懃等世子一黨被認定為逆臣，憲司請籍沒他們的家產，李芳遠奏請定宗，只沒收了他們家的科田。
世宗即位後為他平反，追贈議政府左議政的官職。後追封領議政，封義城府院君。1421年（世宗三年），追贈諡號剛武，配享太祖廟庭。